# مارك دوكرتي
مارك دوكرتي (بالإنجليزية: Mark Docherty)‏ هو لاعب كرة قدم بريطاني في مركز الدفاع، ولد في 15 مايو 1988 في بلزهيل ‏ في المملكة المتحدة. لعب مع نادي ألوا أثليتيك ونادي بريتشين سيتي ونادي دمبرتون ونادي سانت ميرين ونادي ستيرلينغ ألبيون ونادي مونتروز لكرة القدم.

## وصلات خارجية
- مارك دوكرتي على موقع قاعدة بيانات كرة القدم.إي يو (الإنجليزية)
- مارك دوكرتي على موقع Soccerbase.com (لاعب) (الإنجليزية)
- مارك دوكرتي على موقع Soccerway.com (الإنجليزية)